# Warren Mellie
Warren Mellie (ur. 1 października 1994 r. w Victorii) – seszelski piłkarz grający na pozycji środkowego obrońcy. Od 2021 jest zawodnikiem klubu Foresters FC.

## Kariera klubowa
Swoją karierę piłkarską Mellie rozpoczął w klubie SMB Victoria. W 2013 roku zadebiutował w nim w drugiej lidze seszelskiej. W 2014 roku przeszedł do pierwszoligowego Northern Dynamo FC. W sezonie 2017 zdobył z nim Puchar Seszeli. W 2018 roku grał w Red Star Defence Forces FC, z którym został wicemistrzem kraju. W 2019 został zawodnikiem Foresters FC. W sezonach 2019/2020 i 2022/2023 wywalczył z nim dwa mistrzostwa Seszeli.

## Kariera reprezentacyjna
W reprezentacji Seszeli Mellie zadebiutował 29 kwietnia 2017 roku w zremisowanym 1:1 meczu Mistrzostw Narodów Afryki 2018 z Mauritiusem.